# Pantomima Olsztyńska
Pantomima Olsztyńska – teatr amatorski ludzi niesłyszących, założony jako w październiku 1957 w Olsztynie. Zakończył swoją działalność w listopadzie 2009.

## Historia
Głównym inicjatorem Pantomimy Olsztyńskiej był głuchoniemy Tadeusza Ostaszkiewicz, który wraz ze słyszącym bratem Mirosławem Ostaszewskim w 1957 założyli Amatorski Teatr Głuchych. Placówka powstała przy ówczesnym Wojewódzki Domu Kultury w Olsztynie (obecnie Centrum Edukacji i Inicjatyw Kulturalnych).
Pierwszą sztukę, komedia „Jestem zabójcą” Aleksandra Fredry, teatr wystawił w styczniu 1958. Jako główny środek przekazu artyści wykorzystali język migowy. W tym samym roku aktorzy zorganizowali w Olsztynie czwartą edycję Ogólnopolskiego Przeglądu Zespołów Artystycznych Głuchych. We wrześniu 1959 roku zespół zmienił nazwę na Robotniczy Teatr Olsztyńska Pantomima Głuchych. Kolejna zmiana nazwy odbyła się w 1991 na Teatr Pantomima Olsztyńska Nowa.

Udowodniliśmy, że osoby niesłyszące również czują muzykę, że słucha jej się nie tylko uszami, ale całym ciałem, układem kostnym.

We wrześniu 1959 roku do zespołu dołączył Bohdan Głuszczak, ówczesny absolwent wydziału reżyserii teatrów nieprofesjonalnych szkoły teatralnej i filmowej w Łodzi. Kierował zespołem do końca 1989, realizując z zespołem 22 scenariusze. Wprowadził na deski olsztyńskiego teatru pantomimę – nową główną formę wyrazu artystycznego, która zastąpiła język migowy.
Podczas spotkań artyści do ćwiczeń wykorzystywali również eurytmię — wyrażanie ruchem mowy, poszczególnych wyrazów, imion.
Pantomima Olsztyńska jest laureatem wielu polskich i zagranicznych festiwali teatralnych. W swoim dorobku ma ponad 25 występów zagranicznych. W jej przedstawieniach wykorzystywano muzykę Krzysztofa Pendereckiego, Henryka Mikołaja Góreckiego i Czesława Niemena, który komponował ją specjalnie do widowisk teatru mimów z Olsztyna(ostatni raz w 1998 do spektaklu „Aktor i Błazen” w reż. B. Głuszczaka).
W 1989 miejsce Głuszczka zajął jego dotychczasowy zastępca Krzysztof Gedroyć, którego w 1998 zastąpił Tadeusz Prusiński, a po nim zespołem kierował od października 1999 Ryszard Choiński. W ostatnich latach swojej działalności – jako teatr ruchu – Pantomima funkcjonowała pod opieką Centrum Edukacji i Inicjatyw Kulturalnych w Olsztynie, licząc 15 aktorów, słyszących i niesłyszących, a opiekę reżyserską sprawował mieszkający w Poznaniu Wiesław Piesak.
Początkowo teatr tworzyło 12 osób. W czasach świetności zespół liczył 35 aktorów, na co dzień pracowników kilku olsztyńskich spółdzielni inwalidzkich. Łącznie przez Pantomimę Olsztyńską przewinęło się ponad 200 osób.

## Wybrane spektakle
Wybrane spektakle wystawione przez Pantomimę Olsztyńską:
- „Jestem zabójcą” (1958), według Aleksandra Fredry reż. Witold Dowgird (przedstawienie w języku migowym);
- „Caprichos” (1971), według rysunków i sztychów hiszpańskiego grafika i malarza Francisca Goi, muz. Krzysztof Penderecki, scenografia Barbara i Eugeniusz Jankowscy;
- „Apokalipsa według św. Jana Ewangelisty” (1973), reż. Bohdan Głuszczak i Jerzy Obłamski, muz. Krzysztof Penderecki i Henryk Mikołaj Górecki, scenografia Józef Zboromirski;
- „Szopka polska” (1975), reż. Bohdan Głuszczak, muz. Ludomir Różycki i Karol Szymanowski, scenografia Józef Zboromirski;
- „Galatea” (1978), reż. Bohdan Głuszczak, muz. Czesław Niemen, scenografia Józef Zboromirski;
- „Bankiet” (1982), według „Bankietu” Witolda Gombrowicza, reż. Bohdan Głuszczak i Jacek Wierzbicki, muz. Czesław Niemen, scenografia Andrzej Markowicz;
- „Polskie Requiem” (1988), reż. Bohdan Głuszczak, muz. Krzysztof Penderecki, scenografia i kostiumy Andrzej Markowicz, maski Sylwin Mydlak;
- „Błazen i Aktor” (1998), reż. Bohdan Głuszczaka, muz. Czesław Niemen, scenografia Ryszard Kuzyszyn;
- „Nazwać chwilowe na zawsze” (pierwszy i zarazem ostatni pokaz – 30 listopada 2009), reż. Wiesław Piesak

## Wybrane nagrody i odznaczenia Pantomimy
- I nagroda za przedstawienie „Wielki Kacper” na Światowym Kongresie Głuchych w Warszawie; indywidualnie: Bohdan Głuszczak – nagroda za reżyserię; Tadeusz Ostaszkiewicz – I nagroda aktorska (1967);
- Nagroda II Międzynarodowego Festiwalu Głuchych w Brnie (1971);
- Nagroda główna na III Międzynarodowym Festiwalu Głuchych w Brnie za widowisko „Caprichos” (1972);
- Złota Odznaka Honorowa Polskiego Związku Głuchych (1978);
- I nagroda na Światowym Kongresie Głuchych w Warnie (Bułgaria) za przedstawienie „Galatea” (1979);
- Krzyż Oficerski Orderu Odrodzenia Polski (1979);
- Nagroda Światowej Federacji Głuchych oraz nagroda główna na I Światowym Przeglądzie Teatrów Głuchych w Brnie za przedstawienia „Galatea” i „Apokalipsa” (1981);
- Nagroda na I Międzynarodowym Biennale Teatrów Wizualnych w Santa Cruz de Tenerife za przedstawienie „Apokalipsa” (1982);
- Nagroda J. G. Deburau na VIII Międzynarodowym Festiwalu Głuchych w Brnie za całokształt działalności artystycznej (1983);
- Nagroda Ministra Spraw Zagranicznych za upowszechnianie kultury polskiej za  granicą (1984);

## Filmy o Pantomimie Olsztyńskiej (lub z udziałem jej aktorów)
- „W kręgu ciszy”, według przedstawienia „Parasolki”, scen. i reż. Jerzy Ziarnik, choreografia Bohdan Głuszczak. Wytwórnia Filmów Dokumentalnych Warszawa (1960). Uhonorowany "Brązowym Smokiem Wawelskim" (III nagroda) w kategorii filmów dokumentalnych na Ogólnopolskim Festiwalu Filmów Krótkometrażowych w Krakowie[5]. Złoty Puchar na festiwalu filmowym we Florencji (Włochy, 1961);
- „Faust” – Noc Walpurgii, spektakl Teatru Telewizji, reż. Grzegorz Królikiewicz, choreografia Bohdan Głuszczak (1978);
- „Rzeźbiarze powietrza”, według przedstawień „Caprichos”, „Apokalipsa”, „Galatea”, reż. Mieczysław Popławski, choreografia Bohdan Głuszczak. Poltel Warszawa (1980);
- „Psalmus”, film baletowy do muzyki Krzysztofa Pendereckiego, reż. K. i W. Bogusławscy, choreografia Bohdan Głuszczak. Poltel Warszawa (1981). Film uhonorowany II nagrodą na Międzynarodowym Festiwalu Filmów Artystycznych w Monte Carlo (1985);
- „Bankiet”, według przedstawienia „Bankiet”, reż. Mieczysław Popławski, choreografia Bohdan Głuszczak. Poltel Warszawa (1983);
- „Odysea artysty”, film baletowy do muzyki Augustyna Blocha, reż. Bogdan Mościcki, choreografia Bohdan Głuszczak. Wytwórnia Filmów Oświatowych w Łodzi (1984);
- „Teatr w ciszy”, reportaż artystyczny, reż. Mieczysław Popławski. Poltel Warszawa (1984);
- „Apokalipsa", według przedstawienia „Apokalipsa”, reż. Horst Kamiński, choreografia Bohdan Głuszczak. Circe–Film Düsseldorf, RFN (1987).

Film o artystach Pantomimy Olsztyńskiej został nagrodzony na festiwalu w Cannes.